# قصائد من الصراط المستقيم
قصائد من الصراط المستقيم: كتاب شعر إسلامي هو كتاب عن مجموعة شعر إسلامي صدرت عام 2017 للشاعر والباحث البريطاني النيوزيلندي جويل هايوارد. كانت هذه المجموعة الشعرية الثالثة المنشورة لهايوارد وكتابه الثاني عشر بشكل عام.

## الملخص
يحتوي الكتاب الثالث على قصائد جويل هايوارد، وتحديدًا على قصائد عن رحلته في البحث عن المعرفة والحكمة. تتناول القصائد قضايا الحياة والموت والمصير والدين والألم والمعاناة.